# Aljoša Šerić
Aljoša Šerić (Split, 18. svibnja 1976.), hrvatski je pjevač, gitarist, skladatelj i tekstopisac sastava Pavela i Ramireza.

## Životopis
Rođen u Splitu. U Zagrebu pohađao gimnaziju. Diplomirao na Pravnom fakultetu u Zagrebu. Radio kao odvjetnički vježbenik, a odvjetnik je od 2004. godine. Od tad se uglavnom bavi kaznenim pravom, a zato što je dosta radio unutar hrvatske glazbene industrije, proširio je područje djelovanja i na problematiku autorskog prava u Hrvatskoj. Zapažen kao skladatelj i izvođač. Od 2012. godine redovni je član Hrvatskog društva skladatelja. Glavni je tajnik u Institutu hrvatske glazbe.

## Nagrade
- Porin za najbolji aranžman (s Tomislavom Šuškom) pjesme Čuvaj me (2014.).[1]

## Diskografija
S Ramirezom:
- Ramirez (2004)
- Copy/paste (2006.)
- Divovi i kamikaze (2008.)
- Svijet je lijep (2010.).

S Pavelom:
- Pavel (2007.)
- Od prve zvijezde ravno (2011.)
- I mi smo došli na red (2014.).

Samostalni album:
- Što ćemo raditi do kraja života, studijski album, Dallas, 2019.[4]

## Vanjske poveznice
- Discogs
- ZAMP